# Serranía de Guadalajara

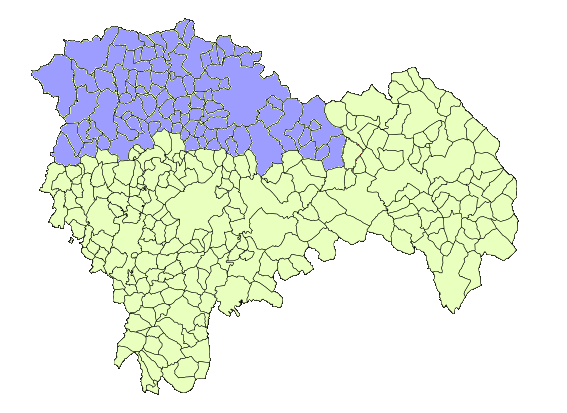
La Serranía de Guadalajara.

La Serranía es una comarca ubicada en el noroeste de la provincia española de Guadalajara. Se extiende por más de 3000 km², con una agreste topografía.
Reúne un gran número de recursos naturales, histórico-artísticos y etnológicos. Buena parte del territorio de la Serranía de Guadalajara se encuentra protegido por espacios naturales tales como lugares de importancia comunitaria, zonas de especial protección para las aves y los parques naturales de la Sierra Norte de Guadalajara y del Barranco del río Dulce.
Las cumbres de la sierra de Ayllón dominan el abrupto paisaje de la parte occidental de la comarca caracterizado por sus desniveles físicos y la gran altitud media de sus tierras cotas de más de 2000 m s. n. m. En la parte oriental, en las sierras de Pela y Ministra, las elevaciones son menores y mucho menos abruptas, no superando en muchas ocasiones los 1500 m s. n. m.
La geología de pizarras y gneis, sobre todo en la sierra de Ayllón, junto a la naturaleza asociada de robles, sabinas y hayas, han proporcionado materiales para la construcción de la arquitectura negra, muy bien conservada en los municipios de Campillo de Ranas, Majaelrayo y Valverde de los Arroyos. Numerosos castillos, como los de Galve de Sorbe, Atienza, Sigüenza o Jadraque, los templos que constituyen el románico rural y los conjuntos históricos-artísticos de Atienza, Palazuelos y Sigüenza, constituyen también algunos de los atractivos arquitectónicos y turísticos de la Serranía de Guadalajara. A estos se suma el patrimonio etnológico y cultural en forma de fiestas, como la Caballada de Atienza (declarada Fiesta de Interés Turístico Nacional), las danzas de la Octava del Corpus de Valverde de los Arroyos, las danzas del Santo Niño de Majaelrayo y las botargas de numerosas localidades.

## Geografía física

### Orografía

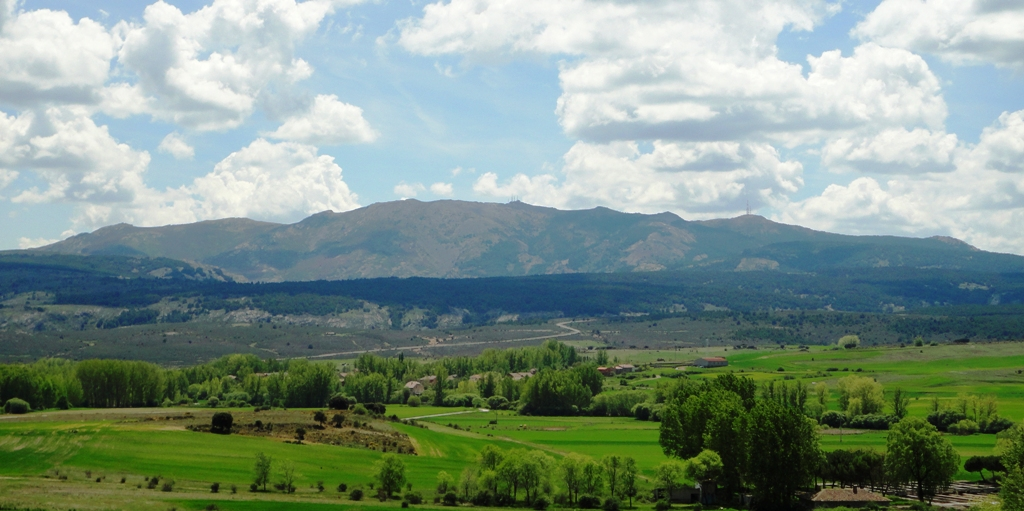
Valles y montañas conforman las estampas más representativas de la serranía de Guadalajara. En la imagen, el valle del Bornova y el Alto Rey.

Las sierras del norte de la provincia de Guadalajara son el nexo de unión entre el sistema Central y el sistema Ibérico. La sierra de Ayllón, en la parte más occidental de la comarca, es la de mayor altitud y prominencia con cimas que superan los 2000 m s. n. m. como el pico del Lobo (2273 m s. n. m.), las Peñuelas (2211 m s. n. m.), el Cerrón (2197 m s. n. m.), el Cervunal (2194 m s. n. m.), la peña Cebollera (2129 m s. n. m.) o el pico de la Buitrera (2038 m s. n. m.). El pico Ocejón (2048 m s. n. m.), aunque no el más alto, sí es el más emblemático, por encontrarse aislado y en la parte más meridional de la sierra, lo que hace que se vea desde buena parte de la provincia.
Lo mismo sucede con el Alto Rey (1848 m s. n. m.), en la sierra de Alto Rey, que sirve además de sustento de una estación militar y de cuatro antenas de Retevisión, junto a una ermita.
El enlace de las sierras de Ayllón y de Alto Rey se hace a través de la sierra de Pela, los altos de Barahona y la sierra Ministra, donde destacan cerros de menor prominencia, con perfil suave, y los páramos de Sigüenza y Alcolea del Pinar, con una altitud media de unos 1200 m s. n. m.

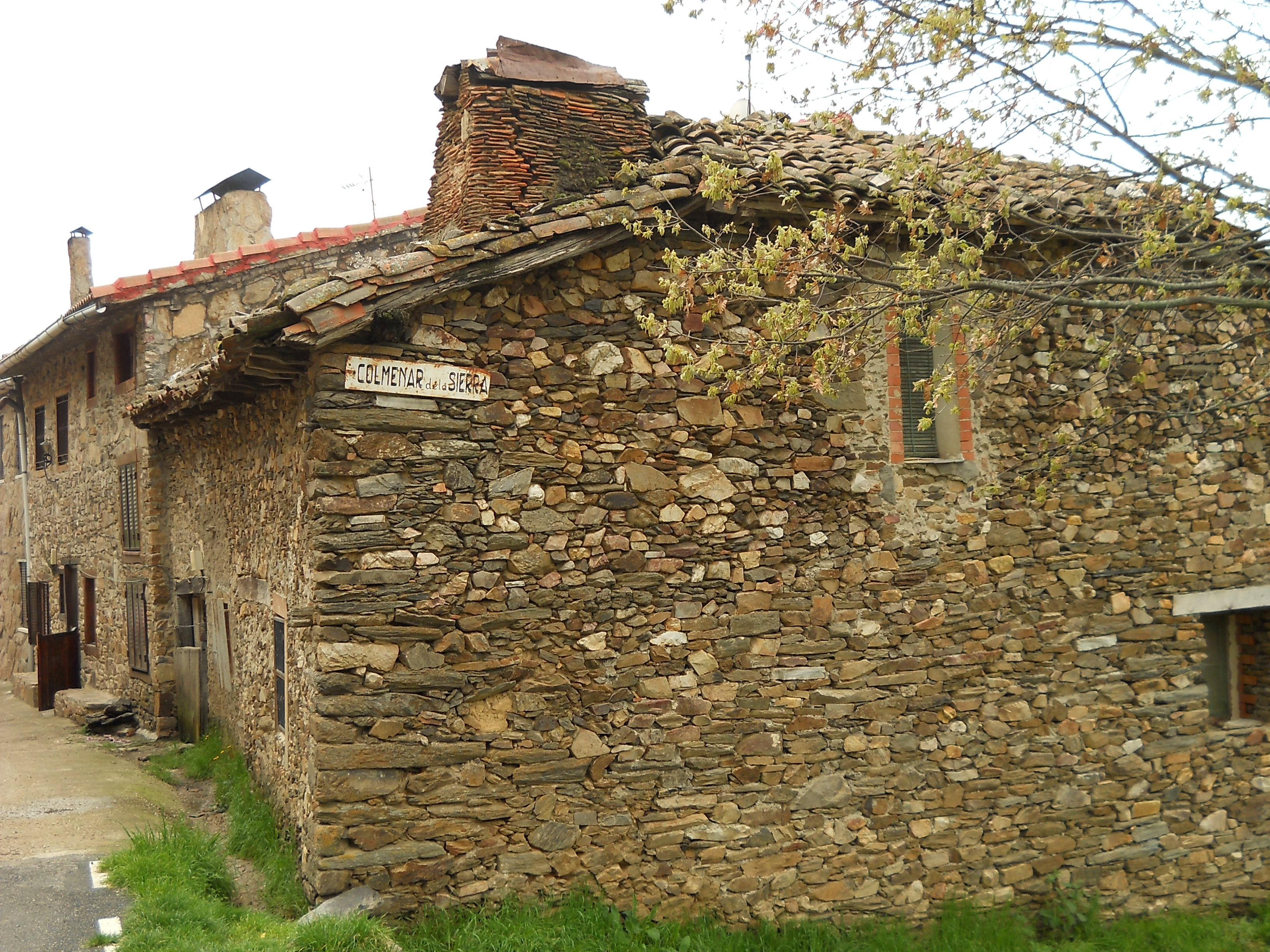
Edificio de Colmenar de la Sierra levantado con pizarras, gneis y cuarcitas.

### Geología
En el análisis geológico se distinguen dos zonas diferenciadas: el macizo antiguo -constituido por materiales metamórficos paleozoicos de pizarras, gneis y cuarcitas provenientes de los plegamientos herciniano y alpino- en las serranías más occidentales y el más macizo moderno, de materiales sedimentarios mesozoica de arenisca, yesos, arcillas y calizas en las serranías más orientales. Es frecuente en toda la comarca el hallazgo de fósiles marinos, pues antes de que se produjera la actual deriva de los continentes estas tierras se encontraban a orillas del mar de Tetis.

### Hidrografía
Una tupida red de ríos y arroyos nacen en las sierras que abastecen a la cuenca hidrográfica del Tajo, a excepción del cauce alto del arroyo Parado que nace cerca de Romanillos de Atienza y forma parte de la cuenca del Duero.

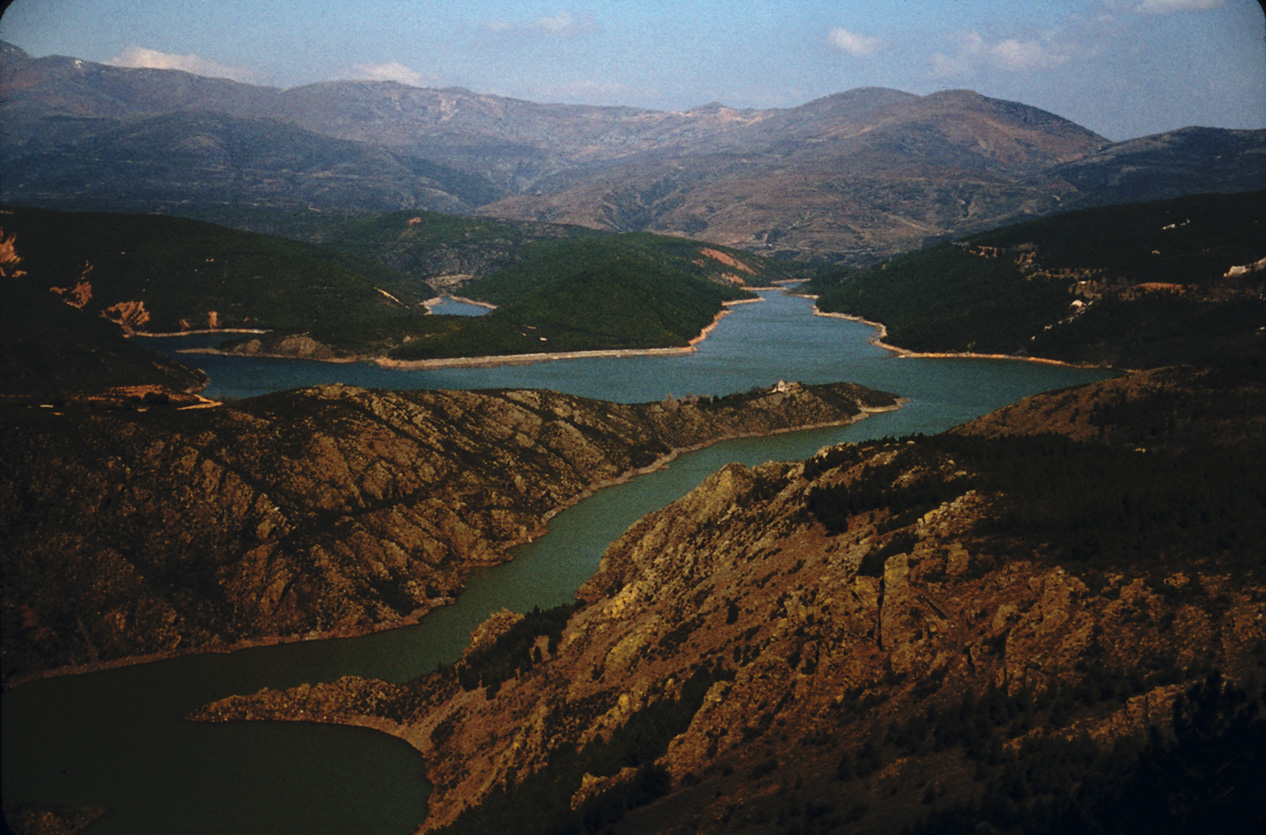
Embalse del Vado en el cauce del río Jarama, en la zona más occidental de la comarca.

Los ríos principales son el Jarama y el Henares, de los que son tributarios los demás. El río Jarama constituye la división natural entre las provincias de Guadalajara y Madrid. En su curso alto capta las aguas de los ríos Berbedillo, Jaramilla y Lozoya y en su corto recorrido por la serranía de Guadalajara se encuentran el embalse del Vado y el Pontón de la Oliva.
El río Henares nace cerca de Horna, cruza transversalmente de noreste a suroeste la serranía de Guadalajara y recibe las aguas de los ríos Badiel y Dulce, por la izquierda, y de los ríos Salado, Cañamares, Bornova y Sorbe por la derecha. En el cauce de estos ríos se encuentran los embalses de Atance (Salado), Pálmaces (Cañamares), Alcorlo (Bornova) y Beleña (Sorbe), para el regadío de la campiña del Henares, el abastecimiento humano y el control de los cauces.
La calidad de las aguas de unos y otros ríos son muy diferentes: mientras los ríos Jarama y Sorbe atraviesan materiales metamórficos de pizarra, cuarcita y gneis; el Bornova, Salado y Cañamares, materiales más pesados que merman la calidad, y el Henares, Dulce y Badiel, materiales más calizos y arcillosos.

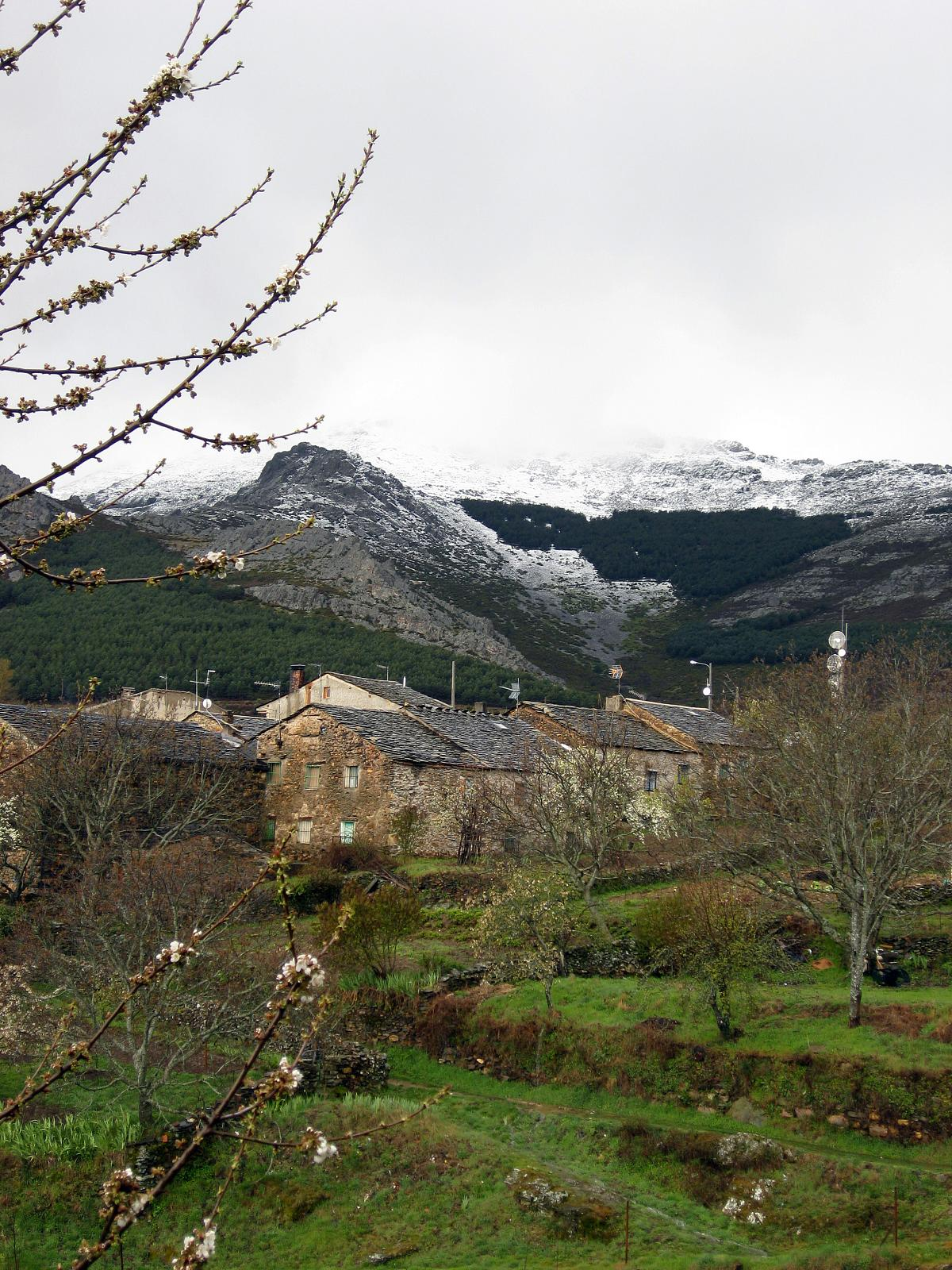
En el clima de montaña de la sierra de Ayllón el frío y las nieves pueden durar hasta principios de verano. En la imagen, Valverde de los Arroyos en primavera.

En la hidrografía de la comarca también destacan las lagunas de Puebla de Beleña, en las que en primavera se concentran centenares de aves acuáticas como ánades, garzas imperiales o grullas.

### Clima
El accidentado relieve y variada topografía de la comarca, con grandes diferencias de altitud, determina una gran diversidad climática. El clima dominante es el mediterráneo continentalizado, con marcadas diferencias según la altitud considerada. En las cotas más altas de la sierra de Ayllón se da un típico clima de montaña con bajas temperaturas y fuertes nevadas que abarcan desde finales del otoño hasta muy avanzada la primavera. 
Son también abundantes las precipitaciones, que superan muchos años los 1500 mm/año. La mayoría de las poblaciones se encuentran entre los 1000 y los 1500 m s. n. m. y suelen recibir en torno a 900 mm/año.
Las temperaturas máximas estivales alcanzan los 35 °C, mientras que las mínimas invernales pueden llegar hasta los -15° o -20 °C, según el año y la zona. La temperatura media anual varía desde los 13° en las zonas más meridionales a los 7° en las zonas más septentrionales. En invierno además son habituales las heladas, que ayudan a mantener las nevadas invernales y que con el deshielo contribuyen al caudal de los ríos.

### Espacios protegidos

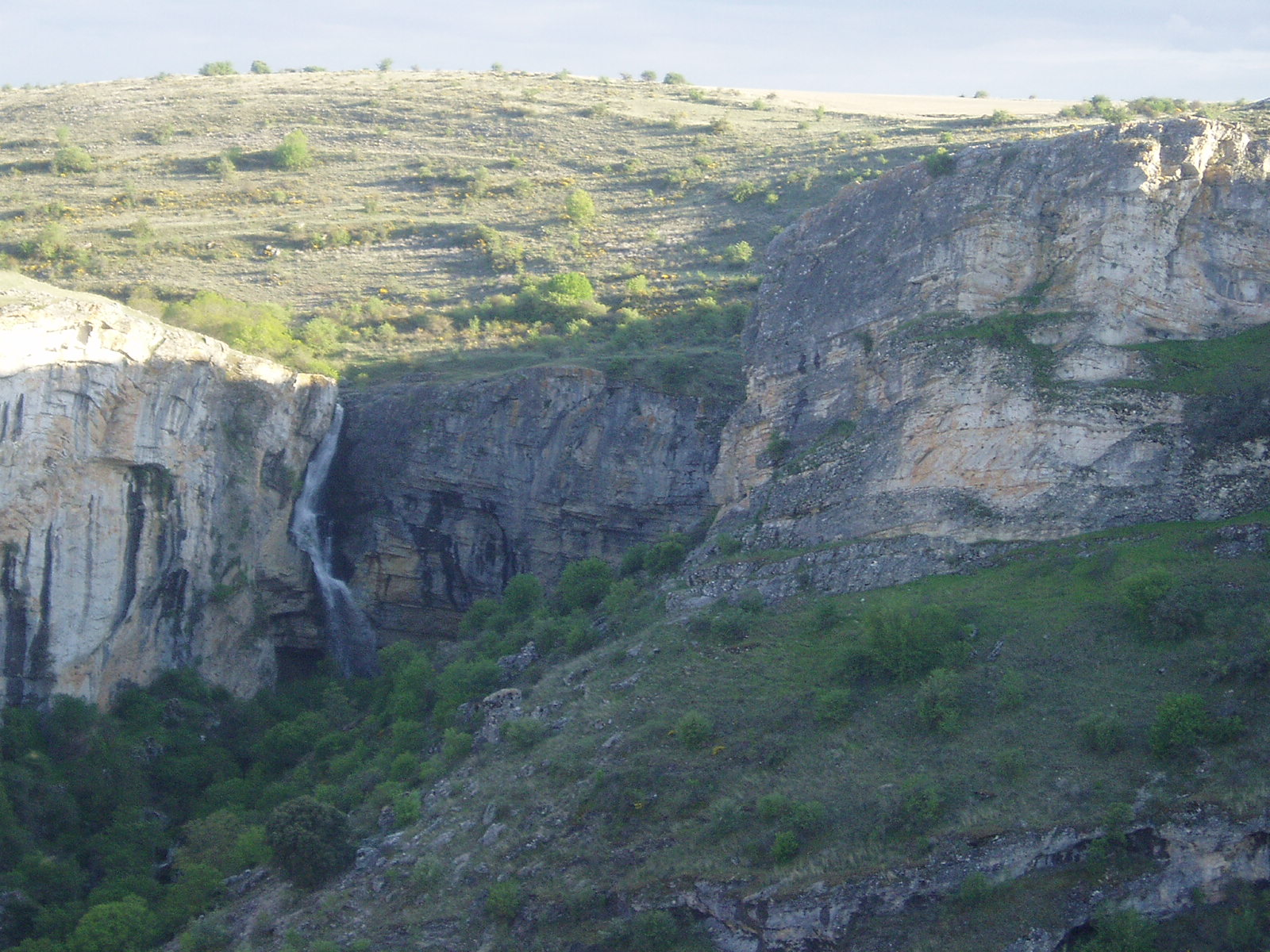
La cascada del Gollorio en el parque natural del Barranco del Río Dulce, cerca de Pelegrina.

En la parte occidental de la serranía, coincidiendo con casi toda la sierra de Ayllón, está el parque natural de la Sierra Norte de Guadalajara, creado en 2011 y que incluyó en sí los espacios protegidos anteriores del hayedo de Tejera Negra, la reserva de caza de Sonsaz y el macizo del Pico del Lobo-Cebollera. En la parte oriental se sitúa el parque natural del Barranco del Río Dulce.
Otros espacios protegidos son la reserva natural de las lagunas de Puebla de Beleña, el monumento natural sierra de Pela y laguna de Somolinos, la reserva fluvial del río Pelagallinas y las microrreservas de los cerros volcánicos de la Miñosa, de la cueva de los Murciélagos, de los saladares de la cuenca del río Salado y de la cueva de la Canaleja.
Dentro de la Red Natura 2000, se encuentran los LIC de la sierra de Ayllón, del valle y salinas del Salado, de las lagunas de Puebla de Beleña, de la sierra de Pela, de los cerros volcánicos de Cañamares, del valle del río Cañamares, de la cueva de la Canaleja y del barranco del río Dulce. Entre las ZEPA están las de la sierra de Ayllón, del valle y salinas del Salado, del barranco del río Dulce y de las lagunas de Puebla de Beleña.
Junto a estos lugares se encuentran otros de interés paisajístico tales como la ciudad encantada de Tamajón y sus sabinares, el nacimiento del río Henares en Horna y los picos del Ocejón y del Alto Rey.

## Hábitat

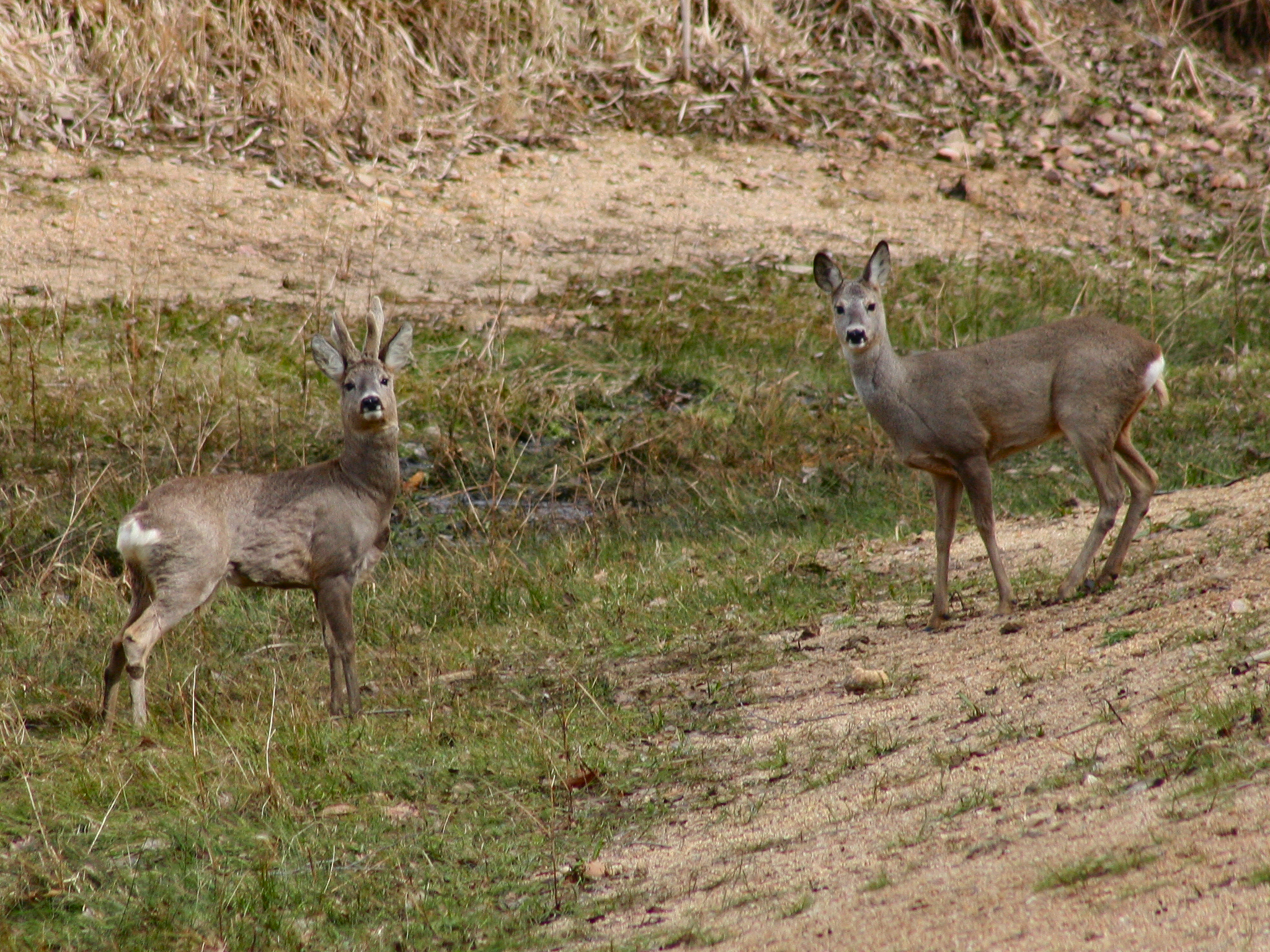
Los corzos son abundantes en todas las zonas boscosas de la serranía.

### Fauna
En las aguas de los ríos, embalses y lagunas de montaña vive una abundante comunidad piscícola donde la trucha común es la especie más abundante, junto con el barbo, la boga, el cacho, la carpa, el cangrejo europeo y el cangrejo americano.
Entre los grandes mamíferos destacan el corzo y el jabalí, muy abundantes sobre todo desde la declaración de la reserva de caza de Sonsaz en 1973. Otras especies de mamíferos presentes en la comarca son la nutria y el gato montés, con hábitos crepusculares y nocturnos, al igual que otras especies predadoras como la gineta, la garduña el tejón, el turón y la comadreja. El lobo ibérico, que desapareció de la comarca en los años 1950, ha iniciado una tímida repoblación en algunas zonas, pero sigue siendo el zorro el carnívoro de mayor tamaño y más abundante.

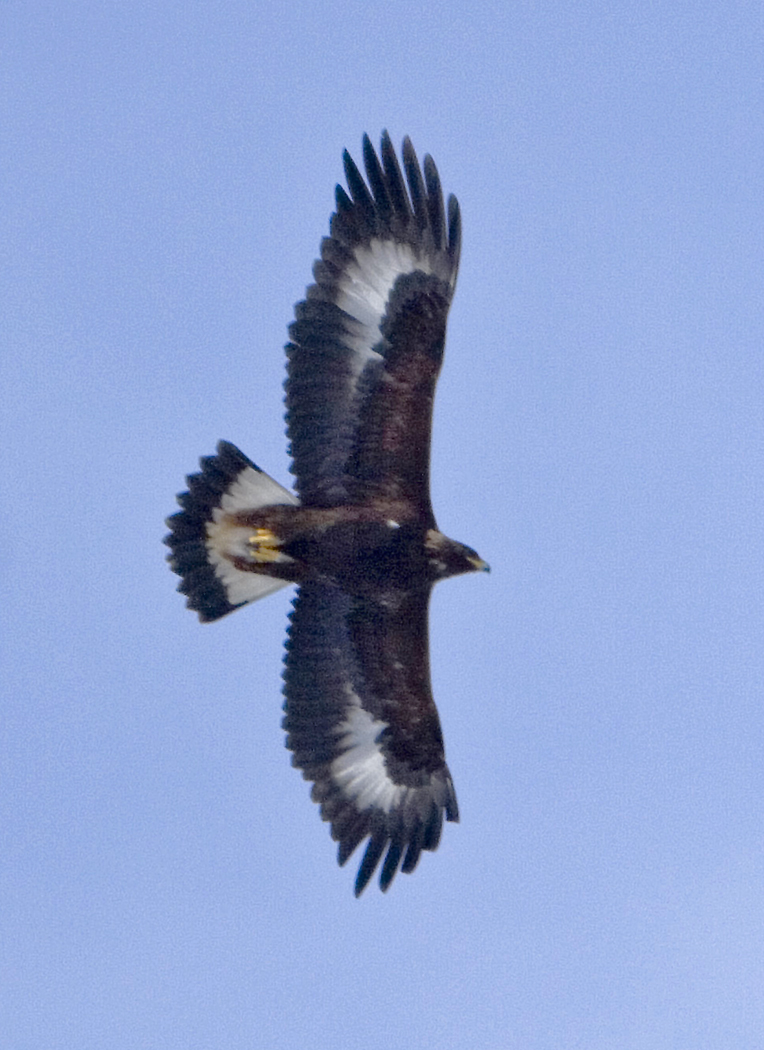
Las rapaces como el águila real sobrevuelan los cielos de la serranía.

En las cuencas más altas de los ríos y arroyos aparecen mamíferos insectívoros como el desmán ibérico, el musgaño, el erizo común, el topo ibérico o la musaraña, además de un grupo de quirópteros que pueblan las cuevas de la zona caliza.
Pero las especies más sobresalientes son las aves. La más importante es el águila real, con varias parejas que nidifican en los cortados rocosos más inaccesibles. También se reproducen en los roquedos el águila perdicera, el halcón peregrino y el alimoche, mientras que el buitre leonado habita en los cañones de los ríos Salado, Dulce y Sorbe.
En las ramas de los árboles anidan el águila culebrera, el águila calzada, el azor común y el gavilán común, mientras que el cernícalo lo hace en árboles, roquedos o incluso en huecos de viejas edificaciones.
Respecto a las rapaces nocturnas destascan el búho real, el autillo, el búho chico, el cárabo, el mochuelo y la lechuza común, que se nutren de abundantes poblaciones de roedores.
En los juncales y vegetación semisumergida de los bordes de embalses y lagunas cría el somormujo. En otoño y sobre todo en primavera sobrevuelan durante sus migraciones formaciones de gansos y grullas, que suelen hacer escala en las lagunas y embalses de la comarca. Las lagunas de Puebla de Beleña han conseguido reunir una variada representación ornitológica de garzas reales, cigüeñas y otras especies limícolas. Otras aves presentes en las serranías son el arrendajo, el abejaruco, la abubilla, la oropéndola, el mirlo acuático y el martín pescador.

### Flora

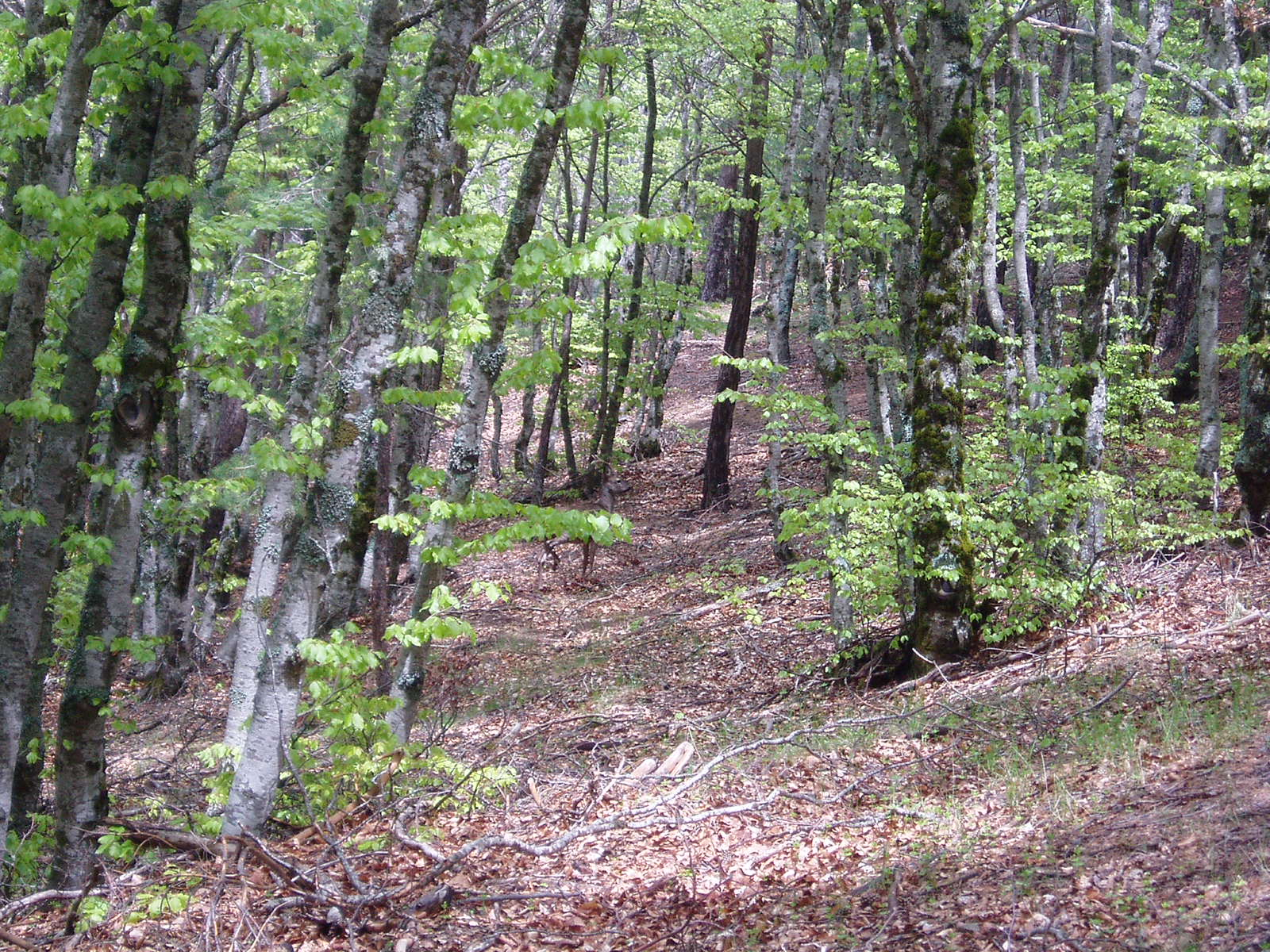
Hayas en Tejera Negra, uno de los hayedos más meridionales de Europa.

En cuanto a la flora y vegetación, el haya, el roble melojo y los pinares de repoblación se dan sobre suelos pizarrosos y silíceos, junto a matorrales de jara, brezo y gayuba. En cambio, en los suelos de yesos y calizas son la encina, la sabina albar, el enebro y el rosal silvestre las formaciones vegetales predominantes. También y deseminados por toda la comarca aparecen quejigos y, en los valles umbríos, abedules.
El hayedo de Tejera Negra es de gran interés por su carácter de ser uno de los últimos reductos de haya en latitudes tan meridionales gracias a las especiales condiciones climáticas de la zona, que da también como resultado la presencia de otras especies vegetales atlánticas como el nogal, el acebo, el tejo, el serbal de cazadores, el mostajo, el majuelo, el abedul, el castaño y los helechos como matorrales más abundantes. 
Como vegetación de ribera están presentes el chopo, el sauce negro, el fresno y el aliso. Pero el árbol más adaptado a esta zona y altitud es el roble melojo.
Entre Tamajón y Almiruete hay una extensión importante de sabina albar que convive con enebros y encinas.

## Geografía humana

### Demografía
Esta comarca se caracteriza por la despoblación y por el gran número de pequeños núcleos rurales que poseen pocos habitantes, en muchas ocasiones menos de cincuenta. Demográficamente, la comarca se puede clasificar en tres zonas:

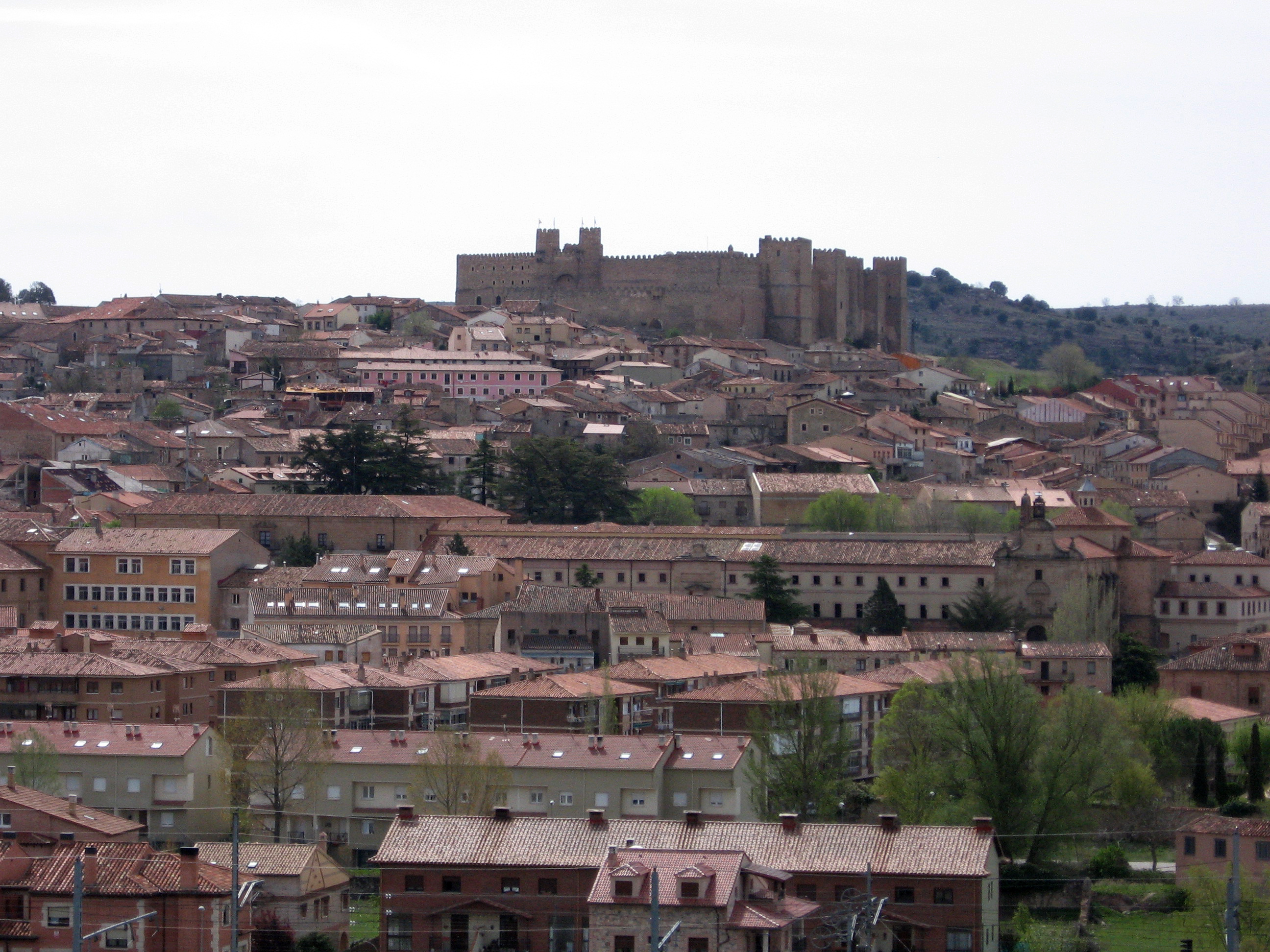
Sigüenza es la mayor localidad y el centro económico de la comarca.

- Por un lado, la zona de la sierra de Pela y la sierra Ministra, encabezada por una gran población, Sigüenza (4475 habitantes en 2010); otras de menor tamaño como Atienza (453 hab.), Alcolea del Pinar (410 hab.) y Mandayona (400 hab.), y otras pequeñas localidades de las cuales muy pocas llegan al centenar de habitantes y que dependen fuertemente en recursos y servicios de las anteriores.
- Por otro lado, la sierra de Ayllón, en la parte oriental de la provincia, se caracteriza por la presencia de grandes municipios que engloban muchas localidades escasamente pobladas, como son los casos de Campillo de Ranas, El Cardoso de la Sierra o Tamajón. Otros municipios en la zona de menor tamaño pero población similar son Majaelrayo, La Huerce, Valdepeñas de la Sierra y Valverde de los Arroyos.
- El sur de la comarca, en el área de conexión con la campiña del Henares, salvo Jadraque (1503 hab.) y Cogolludo (622 hab.), que son de mayor tamaño, está dominado por múltiples localidades que superan el centenar de habitantes, como Algora (112 hab.), Arbancón (188 hab.), Cendejas de Enmedio (104 hab.), Hiendelaencina (150 hab.), Matillas (162 hab.), Medranda (104 hab.), Membrillera (127 hab.) o La Toba (107 hab.). También existe en esta zona una gran red de pequeñas poblaciones dependientes de las mayores.

### Economía
La silvicultura es la fuente de recursos más importante para la economía de la comarca. Las principales masas de pinos se encuentran en el área de Galve de Sorbe, Cantalojas y los Condemios. Respecto a la agricultura, las principales producciones son de cereales de secano, trigo y cebada principalmente. Los olivares, repartidos por cerros y lomas se localizan principalmente en la zona sur, cerca también de los cultivos de regadío de la campiña del Henares.

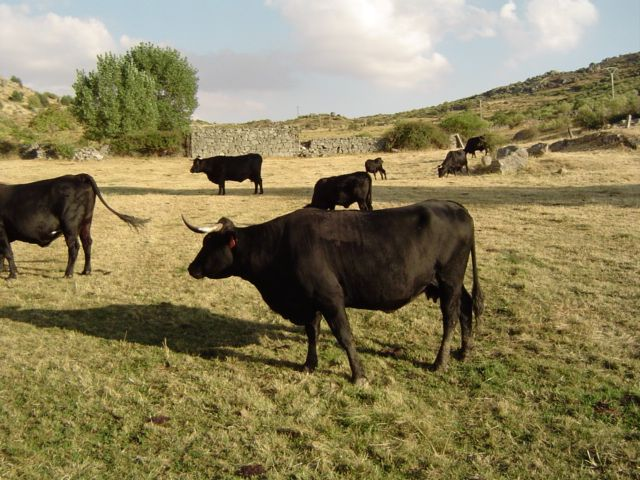
La ganadería bovina es aún hoy un importante sustento económico en algunas poblaciones de la sierra de Ayllón.

La ganadería ovina es la más extendida en toda la comarca, compartiendo los pastos con algunos rebaños de cabras. También el vacuno, principalmente las razas avileña y charolesa, tiene importancia en la sierra de Ayllón, concentrándose en torno a El Cardoso de la Sierra, Campillo de Ranas y Cantalojas.
La apicultura se encuentra extendida en algunos los valles de la comarca, sobre todo del Jarama, el Sorbe y el Dulce, donde se produce miel de romero, tomillo, milflores, encina y brezo, algunas incluidas dentro de la Denominación de Origen Miel de la Alcarria.
Hay también piscifactorías dedicadas a la cría comercial de trucha arco iris en Somolinos y La Cabrera.
Aún hoy se aprovecha la sal que cristaliza en las salinas de Imón y de la Olmeda, aunque su importancia económica ha disminuido considerablemente respecto a la que alcanzó durante la Edad Media cuando fue el sustento económico principal del obispado de Sigüenza.

#### Artesanía
La artesanía como medio económico tiene sus orígenes en la vida rural y ha estado estrechamente ligada a las labores del campo y a la vida doméstica. Con el tiempo la actividad artesana ha evolucionado hacia una función meramente decorativa y de atractivo turístico.
Sigüenza es el mayor enclave artesano de la comarca, fruto de ser también el principal centro económico y comercial. Allí se pueden encontrar alfombras hechas a mano, botas de vino de piel de cabra o espejos con base de latón envejecido.
En Atienza se ofrecen también muestras de alfarería y cerámica. Jadraque es un importante centro artesano de alabastro, elemento con el que se hacen todo tipo de artículos decorativos. También en Jadraque se establecen artesandos de la recuperación de muebles antiguos. Cogolludo ofrece muestras de alfarería, mientras que en los pueblos de la arquitectura negra están surgiendo pequeños artesanos del cuero y la madera.

#### Turismo activo

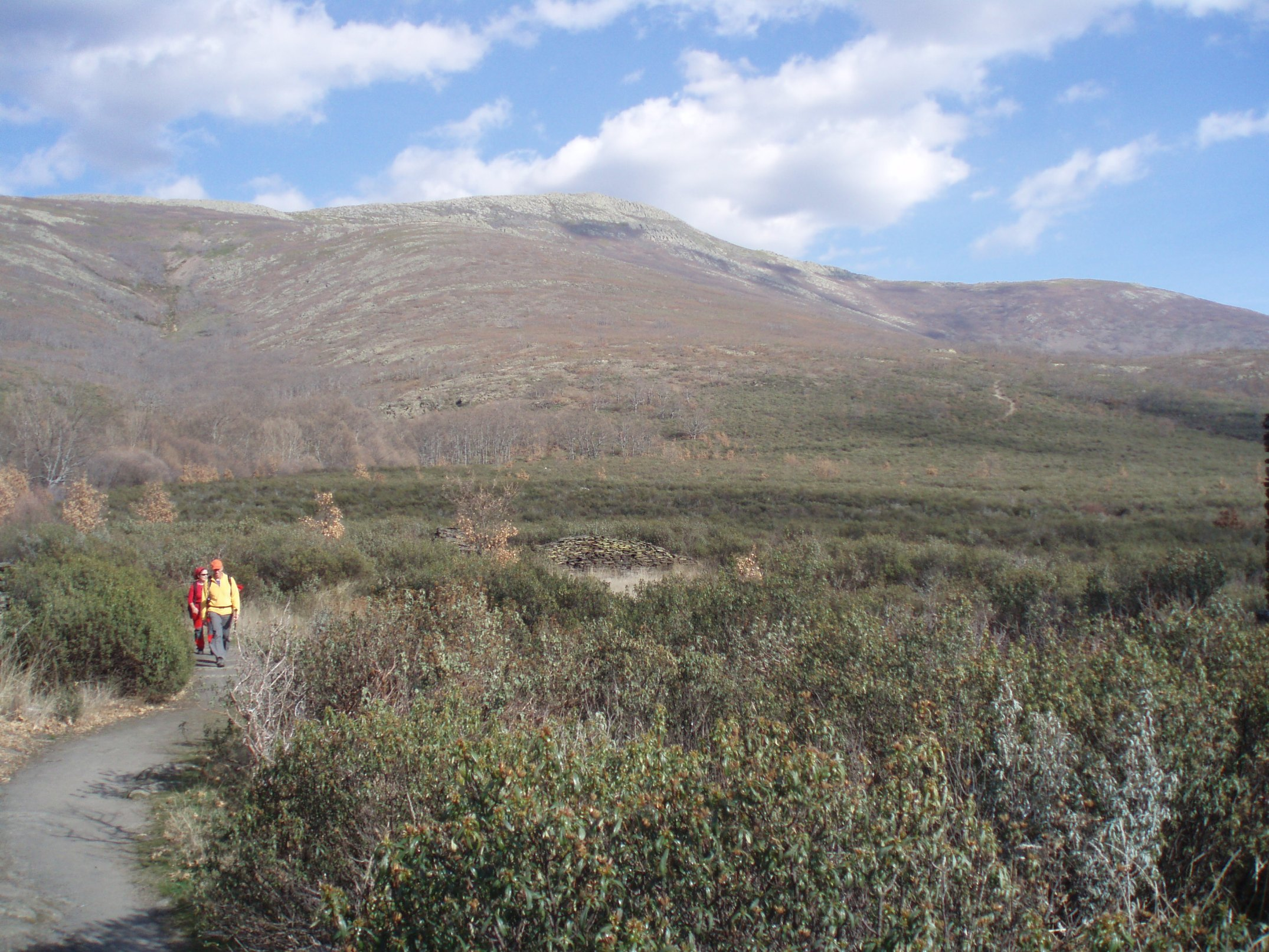
El pico Ocejón es concurrido por montañeros durante todo el año.

El turismo activo ha sido la fuente económica que más ha crecido en la comarca, sobre todo a partir de los años 2000. Además de los caminos y senderos balizados que hay en el hayedo de Tejera Negra y en el barranco del río Dulce, se encuentran también señalizados los senderos de gran recorrido GR-10, GR-88 y camino del Cid que cruzan la comarca. Además hay una extensa red de caminos y senderos sin balizar aptos para excursiones.
El montañismo es otra opción de turismo activo sobre todo en la sierra de Ayllón, donde se encuentran las mayores altitudes. Destacan las ascensiones al pico de la Buitrera, al Cerrón, a la peña Cebollera Vieja, al pico del Lobo y al pico Ocejón, la montaña más concurrida. Además, la gran diversidad de escarpes calizos y barrancos en esta zona ofrece muchas posibilidades para la práctica de la escalada.
La espeleología es otro reclamo turístico importante, sobre todo en la cueva del Gorgocil, de 590 metros de longitud, a la que se accede sólo cuando el nivel del embalse de Beleña lo permite por una pequeña boca ubicada en el margen derecho del río Sorbe cerca de Muriel.
También está extendida la práctica de deportes acuáticos, como la vela y el piragüismo, en los embalses de Alcorlo y Pálmaces.

### Fiestas
La provincia de Guadalajara, y en particular la serranía, ha sido desde siempre un cruce de caminos que ha dado como resultado la llegada de múltiples manifestaciones culturales a lo largo de la historia, como las botargas, que destacan en lugares como Almiruete, Arbancón o Retiendas.
La participación femenina es destacada en la festividad de Santa Águeda, que se celebra en Cogolludo, donde se eligen alcaldesas de honor.
Durante la Semana Santa en algunos lugares como Atienza, Hiendelaencina o Jadraque se teatraliza la Pasión de Cristo.
Pero las fiestas más importantes y concurridas de la comarca son, por un lado, la caballada de Atienza, declarada Fiesta de Interés Turístico Nacional, que se celebra el domingo de Pentecostés conmemorando la salvación de Alfonso VIII de Castilla por parte de los atencinos de manos de Fernando II de León. Y por otro lado, las danzanas de la Octava del Corpus de Valverde de los Arroyos y las fiestas del Santo Niño de Majaelrayo.

### Gastronomía

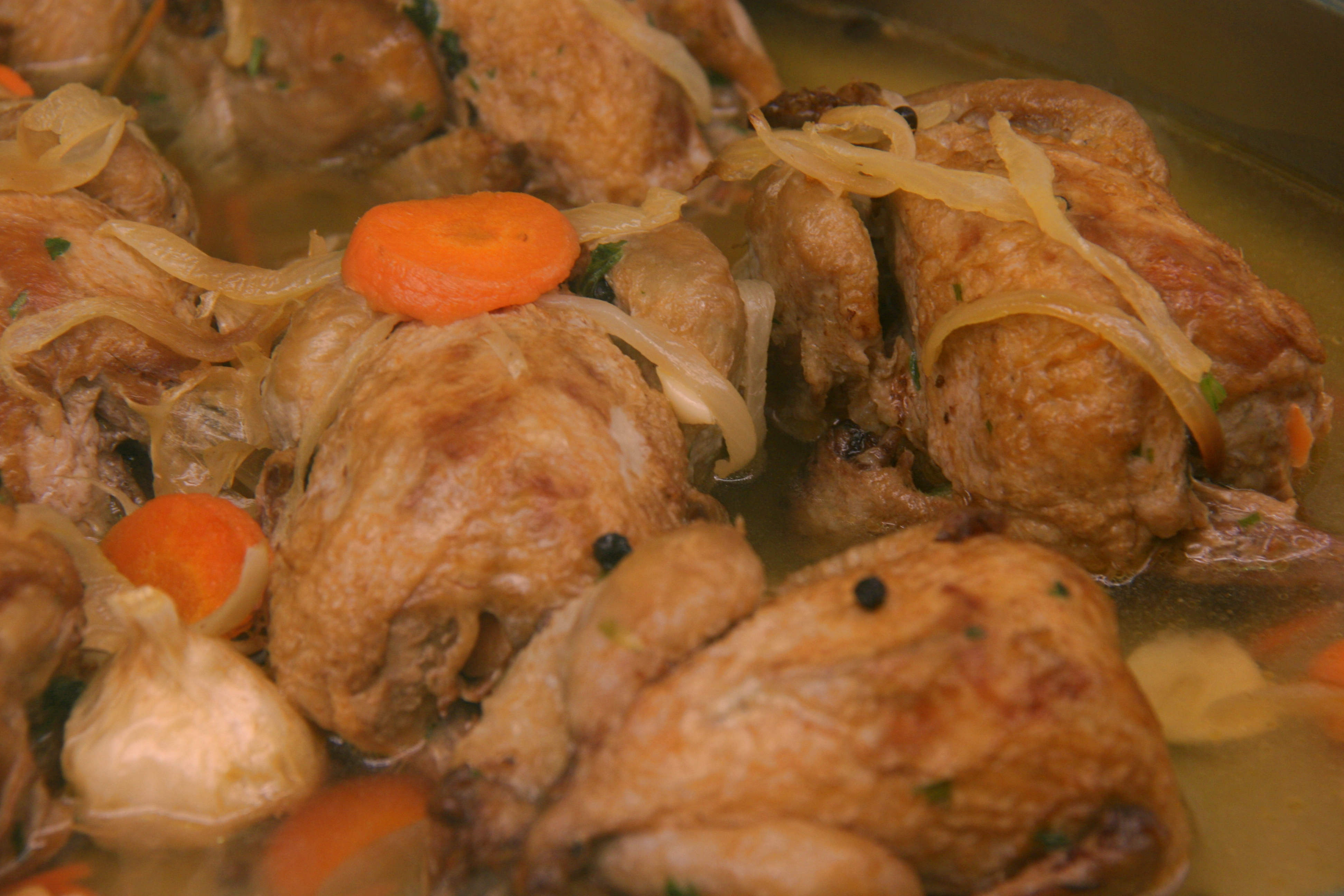
La perdiz escabechada es un plato presentado en los restaurantes de la zona en temporada de caza.

En la serranía de Guadalajara abundan pastizales idóneos para la cría del cordero de raza Ojalada y el cabrito de las razas Blanca Celtibérica y del Guadarrama, y es su asado el principal plato de la comarca, con múltiples formas de cocinado, entre las que destaca el cordero al ajo arriero de Cogolludo, Hiendelaencina y Sigüenza, el cordero salinero de Imón y el cabrito de Jadraque, preparado en cazuela de barro, asado al horno y condimentado con una salsa de manteca, ajo, cebolla, laurel y diversas plantas silvestres como romero y tomillo. También la carne de vacuno es producida y consumida en algunas zonas de las sierras del Ocejón y de Alto Rey.
Otros productos son la chacinería, como el lomo y el chorizo a la olla, especialmente de Atienza, y las migas serranas. 
En temporada de caza se puede degustar el jabalí estofado, el solomillo de corzo y la perdiz escabechada.
Las truchas son muy abundantes en los ríos y arroyos de montaña, y se preparan asadas, escabechadas o fritas con jamón.
La ocasional abundancia de setas en otoño facilita la degustación de platos muy variados que utilizan níscalos, setas de cardos y boletus.
En cuanto a los dulces, se encuentran las yemas del Doncel propias de Sigüenza. Pero destaca la miel, obtenida por las abejas de la abundante floración de plantas aromáticas que hay en los valles y escarpes de la comarca; algunas marcas comerciales de miel se encuentran dentro de la Denominación de Origen Miel de la Alcarria. Habitualmente se presenta la miel con nueces o como alajú, una especie de turrón de origen andalusí de nueces machacadas, pan rallado y piñones.

## Patrimonio histórico

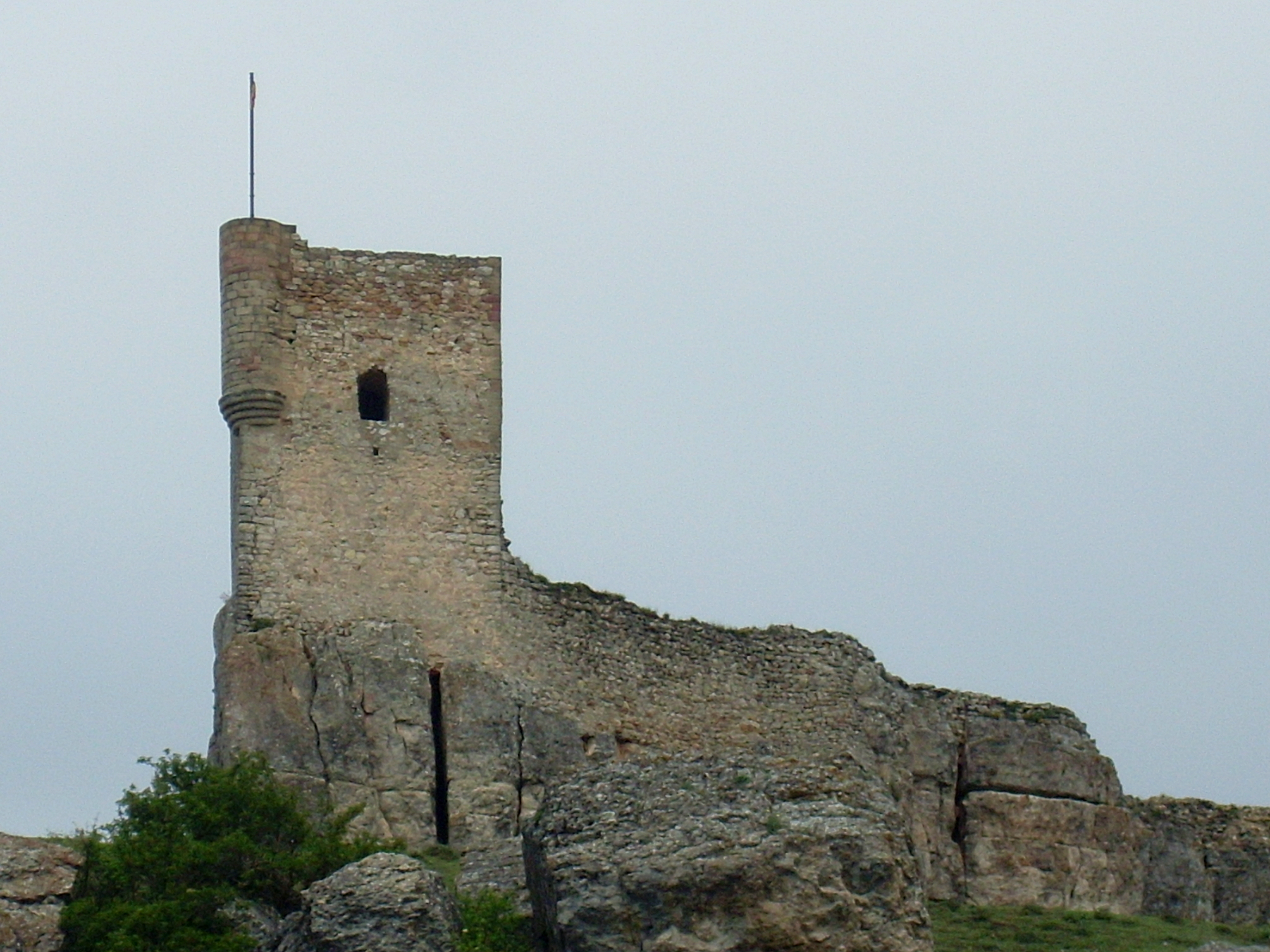
El castillo de Atienza es una alcazaba de origen andalusí que ha estado en uso hasta el, cuando comenzó su deterioro.

Son abundantes los yacimientos arqueológicos de la Edad del Hierro, especialmente alrededor de Sigüenza. Destacan los yacimientos de Santamera, Riosalido y el Castilviejo de Guijosa.
Durante la romanización de Hispania en el siglo II a. C., Sigüenza fue uno de los últimos bastiones de los arévacos en caer, en cuyas inmediaciones subsisten calzadas romanas y se han encontrado restos de mansiones, cauponas, tabernas y mutationes en lugares como Mandayona, Palazuelos, Carabias y Alcuneza. 
Son escasos, al igual que en el resto de la península ibérica, los vestigios visigodos, aunque se han encontrado ajuares en una necrópolis de Palazuelos.
De la época andalusí datan los castillos de Alcorlo, Atienza, Beleña de Sorbe, Cogolludo, Riba de Santiuste y Sigüenza, así como los torreones de Barbatona y Bujarrabal.

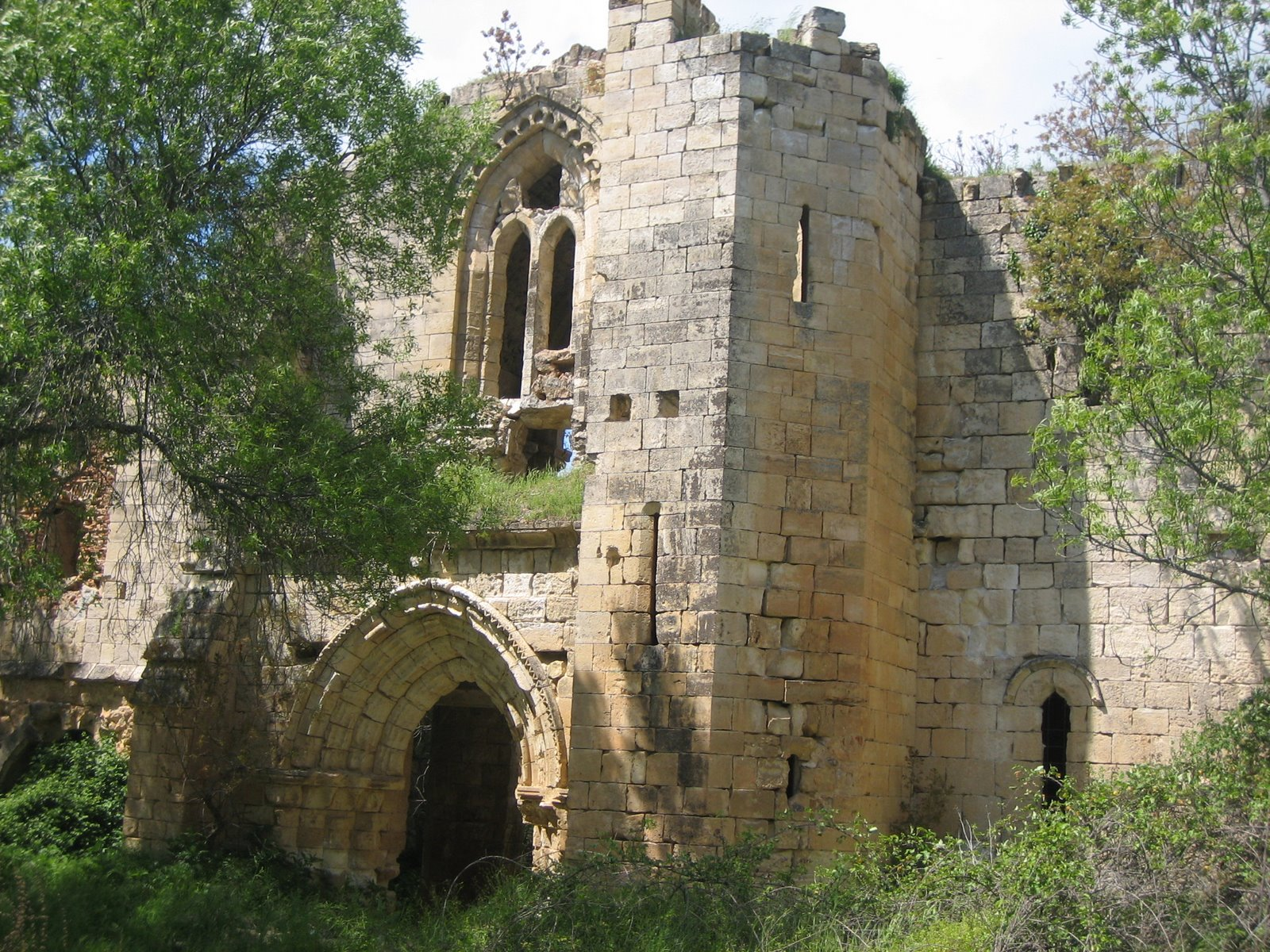
El monasterio de Bonaval, monasterio cisterciense en pleno valle del Jarama, que mezcla el románcio y el gótico en su construcción.

A partir del siglo XII, tras la conquista castellana, se desarrolla en toda la comarca el románico rural del que perviven abundantes ejemplos, si bien, muchas transformados en el siglo XVII fundamentalmente. Así, Atienza llegó a tener quince iglesias, de las que se conservan hoy cinco de origen románico. Otros ejemplos del románico presente en la sierra de Pela son la iglesia de San Bartolomé de Campisábalos, la iglesia de San Pedro de Villacadima y la ermita de Santa Coloma de Albendiego, con su destacado ábside. En Sigüenza se encuentran las iglesias de San Vicente y de iglesia de Santiago. En el resto de la comarca son reseñables la iglesia del Salvador de Carabias, la iglesia de la Asunción de Pinilla de Jadraque, la iglesia de la Asunción de Saúca y la iglesia de la Asunción de Beleña de Sorbe. Además, es destacable el monasterio de Bonaval, en el valle del Jarama junto a Retiendas, que data inicialmente de 1162 y mezcla el románico y el gótico.

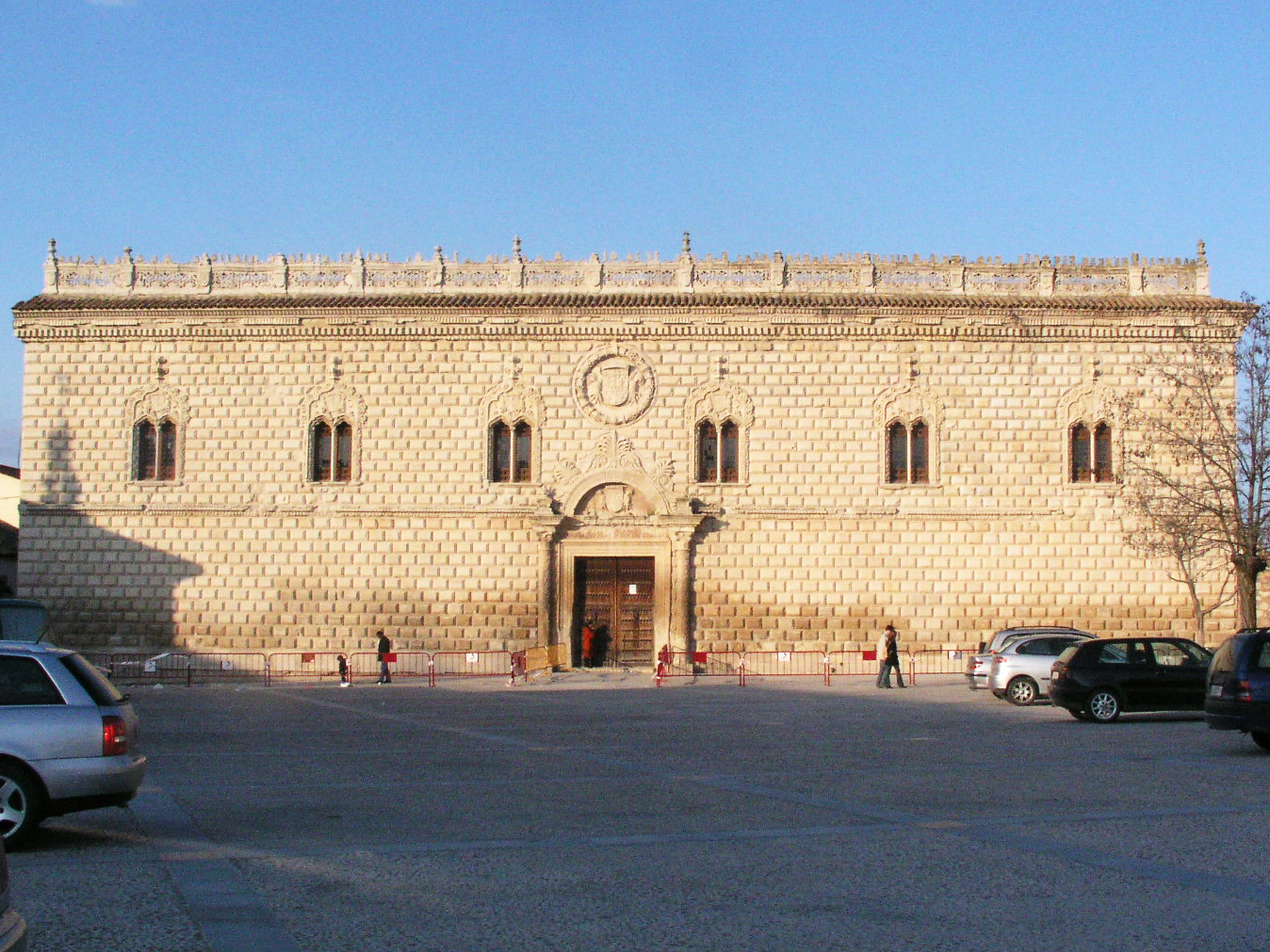
El palacio de Cogolludo es el primer edificio renacentista construido en España.

En Cogolludo se encuentra el palacio de los Duques de Medinaceli, uno de los mejores exponentes de la arquitectura renacentista en España.
Muchos ejemplos del Románico, el Gótico, el Renacimeinto y el Barroco se encuentran en el conjunto histórico-artístico de Sigüenza.
Por último, destacar la arquitectura civil popular de la zona, encabezada por la arquitectura negra de la sierra del Ocejón, realizada a base de pizarra y con estructura de madera de roble y pequeñas ventanas. Los ejemplos más representativos se encuentran en Campillejo, Campillo de Ranas, El Espinar, La Vereda, Matallana, Majaelrayo, Robleluengo, Umbralejo y Valverde de los Arroyos.

## Accesos

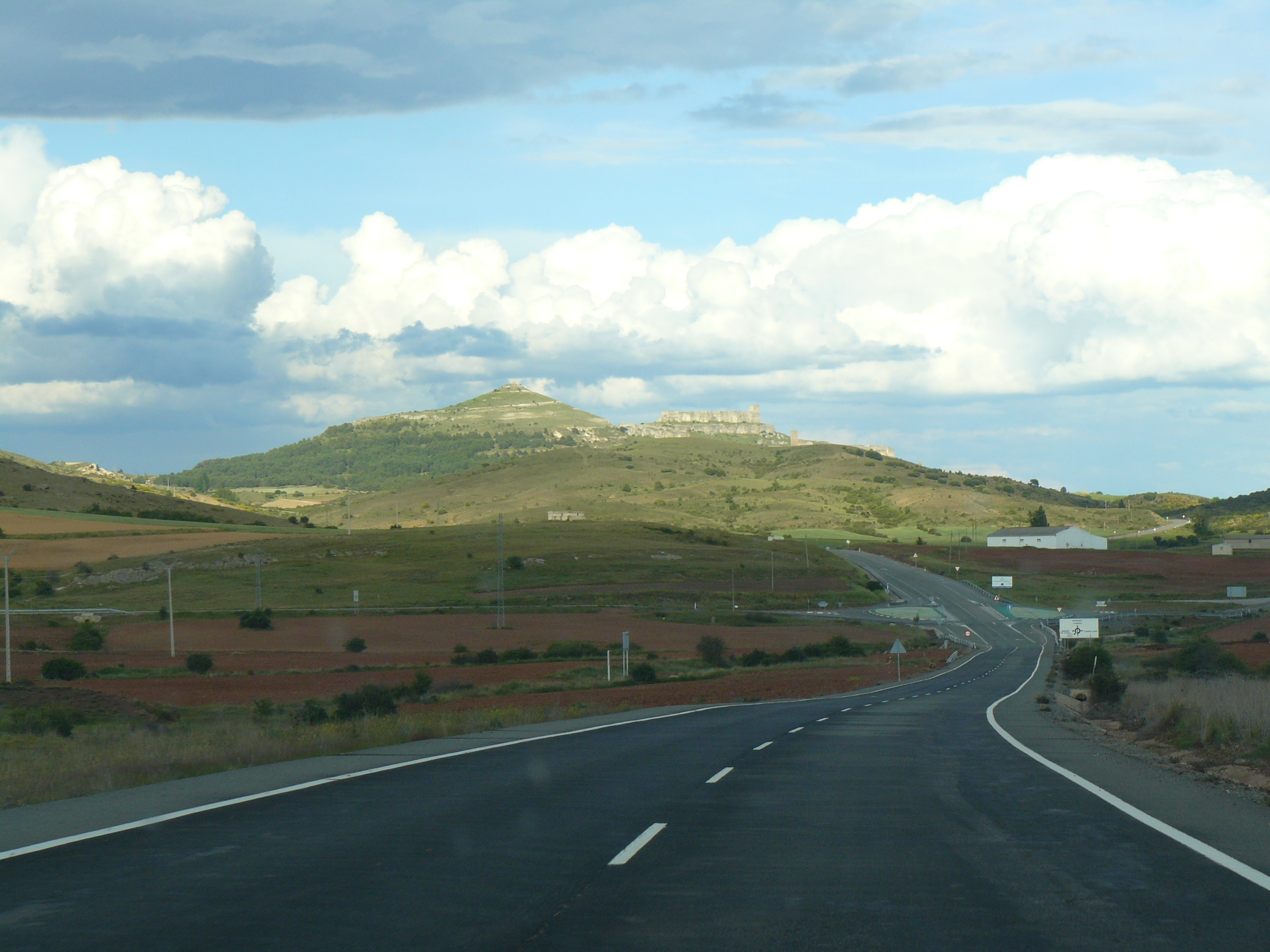
La CM-110 cruza de este a oeste la serranía de Guadalajara. En la imagen, su paso cerca de Atienza.

La serranía de Guadalajara linda con la Comunidad de Madrid por el oeste y con las provincias de Segovia y Soria por el norte, desde donde se puede acceder a la comarca, además desde la propia provincia de Guadalajara por el sur y el este.
La línea de ferrocarril Madrid-Barcelona discurre por el valle del Henares con estaciones y apeaderos en Jadraque, Matillas, Baides y Sigüenza.
Respecto a las carreteras, la serranía de Guadalajara se encuentra en la bisectriz formada por las autovías radiales A-1 y A-2. La A-2 es la ruta principal para llegar a la parte oriental de la comarca y las principales poblaciones, a las que llega desde la autovía la CM-110, la CM-1000-CM-101 y la CM-1101.
La vía principal de acceso a la parte occidental es la CM-101 desde Guadalajara y sus bifurcaciones CM-1004 hacia la sierra de Ayllón y CM-1006 hacia Atienza. Desde la Comunidad de Madrid la CM-1001 enlaza con las anteriores. Al municipio de El Cardoso de la Sierra se accede por carreteras de montaña desde La Hiruela y la sierra de Ayllón está cruzada por la GU-186 desde Majaelrayo al puerto de la Quesera y Riaza.